# Kolaghatta Kaval, Turuvekere
Kolaghatta Kaval là một làng thuộc tehsil Turuvekere, huyện Tumkur, bang Karnataka, Ấn Độ.